# Coordinamento macchinisti uniti
Il Coordinamento macchinisti uniti, in sigla CO.M.U., è stata un'organizzazione sindacale di base dei macchinisti delle Ferrovie dello Stato italiane. 

## Storia
Fondata da Ezio Gallori, Aldo Murella (uno dei coordinatori nazionali e unico coordinatore operativo per diversi anni),Bruno Salustri,Fabio Protano, Orlando Valzer, Gianluigi Morozzi, Pasquale Romano, e Luca Mansueti. 
Il CO.M.U, nato ufficialmente con la registrazione del proprio statuto il 9 luglio del 1992 con atto notarile registrato a Roma, portò nella categoria dei trasporti, da sempre tra le più sindacalizzate in Italia, un sindacalismo gestito "dal basso", paragonabile o comunque ispirato alle esperienze consiliari proprie del sindacalismo industriale. Successivamente il CO.M.U. confluì nel sindacato OR.S.A. Macchinisti Uniti.
Proprio all'autorganizzazione di base nel settore dei trasporti (assieme soprattutto a quello della scuola pubblica) si deve la nascita del movimento dei Cobas.
Caratteristiche peculiari di questa organizzazione sindacale erano l'impossibilità di avere distacchi sindacali per i propri attivisti e la partecipazione al rinnovo degli incarichi, attraverso l'elezione, anche dei lavoratori non iscritti al sindacato.
Uno dei motti del Coordinamento è stato: "Unità democrazia partecipazione - Uno strumento per lottare che non chiede ne rinunce ne adesioni ideologiche - Uniti si vince!"
Con la fondazione del federazione OR.S.A. Ferrovie, il C.O.M.U. diviene uno dei sindacati federati, dove i principi fondanti del C.O.M.U. sono ora patrimoni dell'intero sindacato. Il motto " UNITI si Vince" diviene il motto ufficiale del nuovo sindacato.
Il Coordinamento Nazionale Macchinisti Uniti, è oggi l'organo decisionale nazionale di ORSA Macchinisti Uniti.

## Stampa
Ancor prima di riunirsi sotto la sigla sindacale CO.M.U. i macchinisti aderenti ai comitati di base, nell'anno 1982, fondarono una rivista che tutt'oggi viene stampata, dal nome evocativo "Ancora IN MARCIA!". La pubblicazione infatti porta avanti lo spirito e la vocazione dello storico giornale dei macchinisti "IN MARCIA!" fondato dal macchinista Augusto Castrucci nel 1908 e chiuso per volere dello SFI nel 1979.
Il motto del giornale fu "Per conoscere... discutere... lottare!  Ancora IN MARCIA! Strumento di Democrazia".
La rinascita del giornale fu dovuta a un'esigenza precisa, perché se per gli altri lavoratori è più o meno facile confrontarsi e riunirsi in assemblea per discutere e decidere, per i macchinisti questo diventa difficile se non impossibile. Infatti l'ambiente di lavoro del macchinista non è chiuso da mura e cancelli, ma scorre per l'intera rete ferroviaria obbligandoli ad orari flessibili che non permettono un confronto diretto.
Ancora IN MARCIA!, pur trattando anche temi politici e sindacali, non è mai stato organo di nessun sindacato, nel tentativo di dar voce ed essere espressione delle esigenze e della volontà di tutti i lavoratori. Nonostante ciò il connubio Co.M.U. - Ancora IN MARCIA!, permise ai macchinisti di raggiungere momenti di partecipazione e lotta fra i più alti della scena sindacale italiana.

## Galleria d'immagini

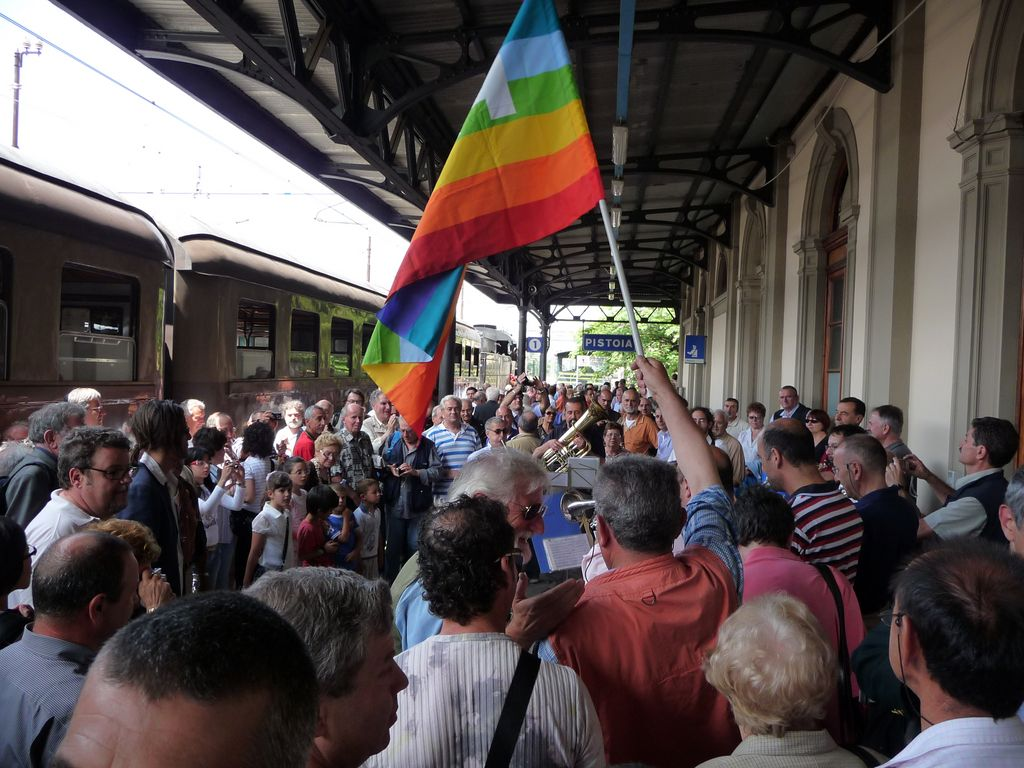
cento anni di "IN MARCIA"
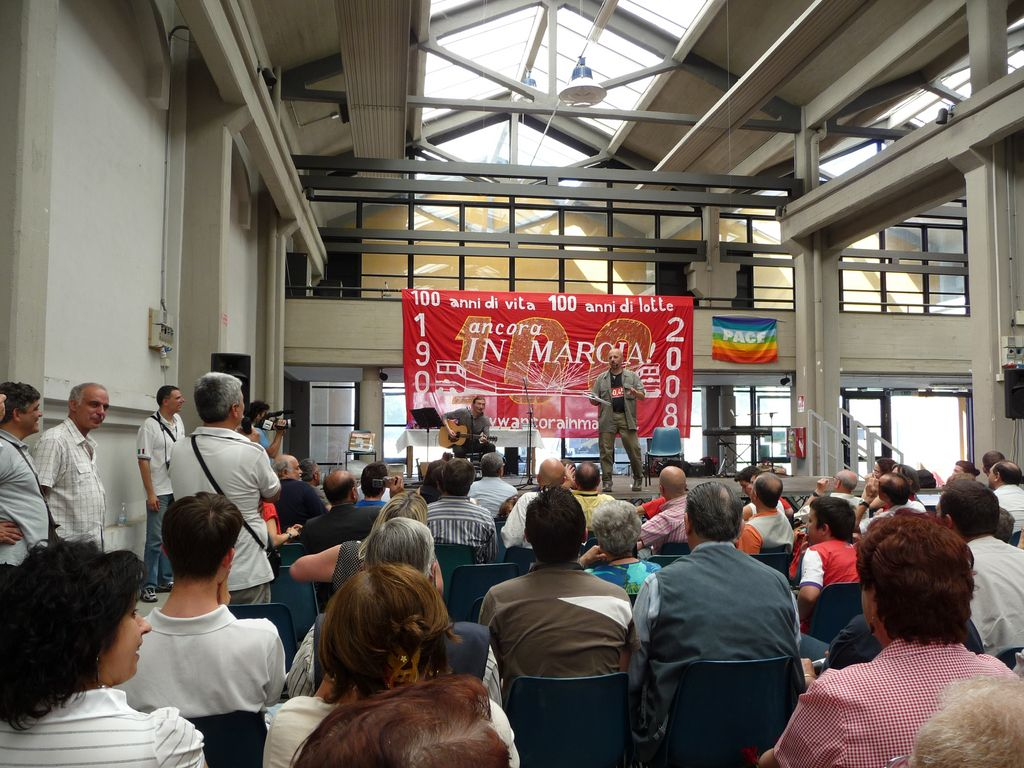
cento anni di "IN MARCIA"
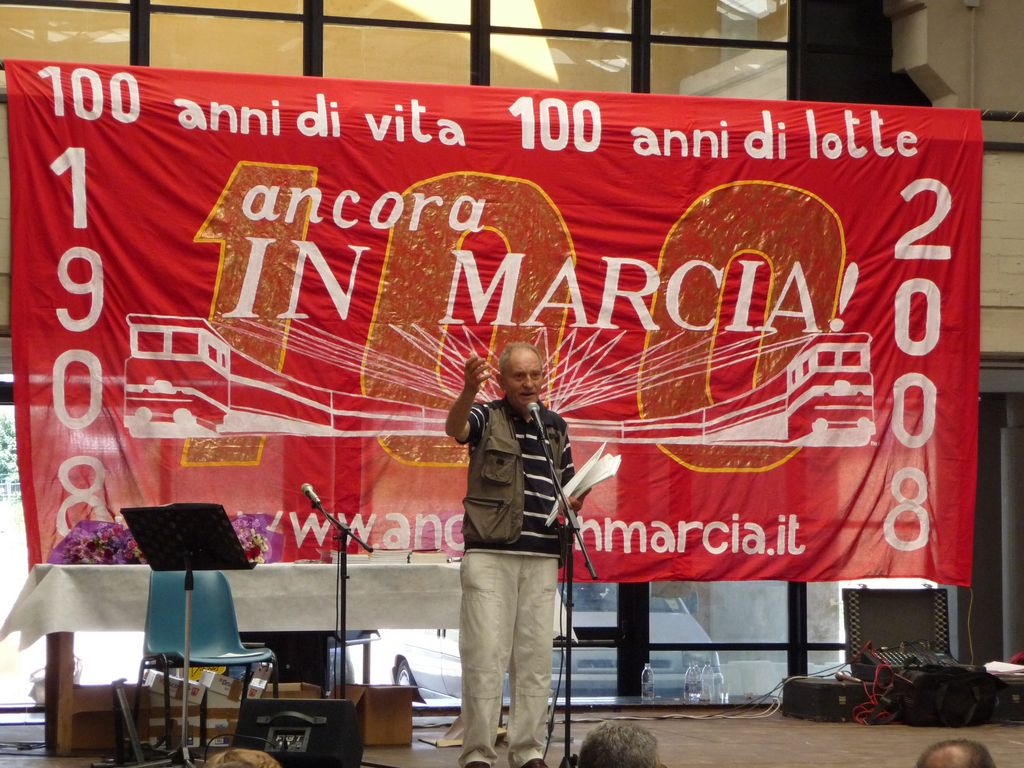
Ezio Gallori ai cento anni di "IN MARCIA"
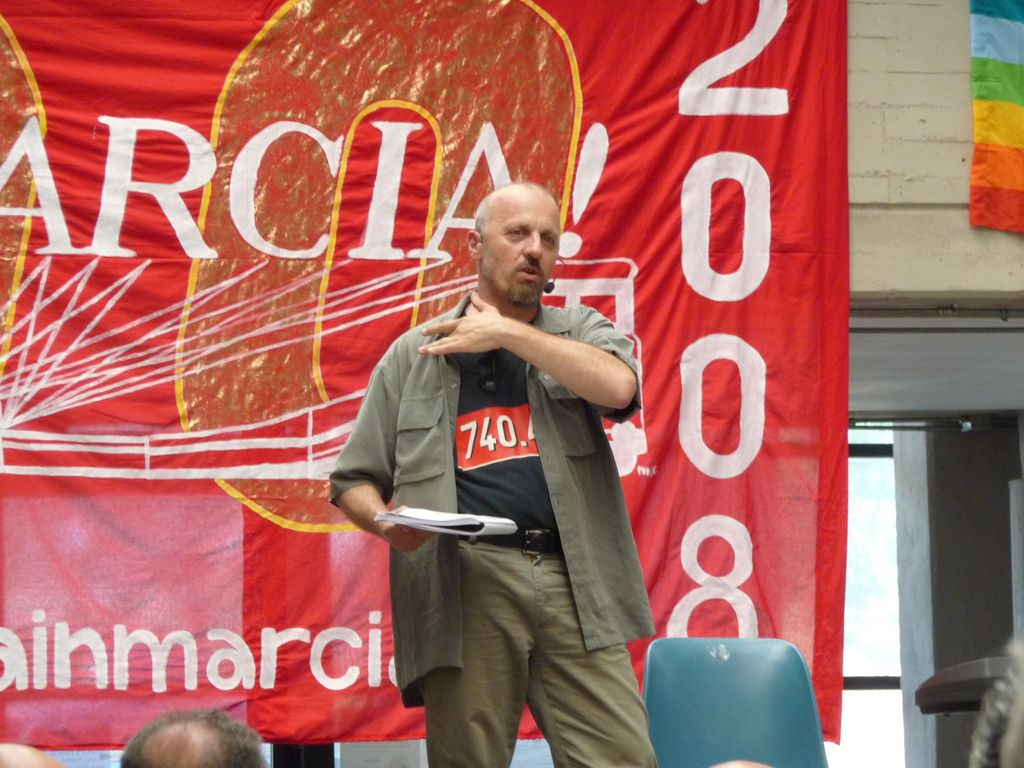
Marco Paolini ai cento anni di "IN MARCIA"